# Discocactus boliviensis
Discocactus boliviensis es una especie de planta suculenta perteneciente al género Discocactus, dentro de la familia Cactaceae. Es endémica de Bolivia.

## Descripción
Discocactus boliviensis es una especie de cactus pequeño de forma globosa algo aplanada, que forma grupos mediante brotes laterales y plántulas. Los tallos miden de 25 a 29 cm de diámetro y hasta 15 cm de alto. Tienen la epidermis de color verde claro a oscuro y sus raíces son ramificadas y engrosadas.
Presentan de 12 a 13 costillas bien definidas, dispuestas de forma vertical o en espiral y con tubérculos bien desarrollados que van de redondeados a pentagonales. Sobre ellos se asientan areolas ovaladas por encima del nivel del suelo (de 2 a 5 por costilla). Aparecen hundidas, miden de 4 a 8 mm de largo y de 3 a 6 mm de ancho.
Las espinas inicialmente son de color amarillas y luego se tornan de marrón a gris con la edad. Son redondeadas en sección transversal y pueden ser rectas o estar curvadas hacia arriba o hacia abajo. No se distinguen espinas centrales y las 5 a 8 espinas radiales miden de 1,6 a 3,5 cm de largo.
En el ápice de las planta adultas se forma una estructura lanosa llamada cefalio, el cual mide de 1,5 a 7 cm de alto y de 3,5 a 6 cm de ancho. Está compuesto por lana blanca y en su margen presenta algunas cerdas de color marrón. Esta estructura protege el extremo apical más sensible de la planta, tanto de las incidencias del frío nocturno como de las radiaciones ultravioletas demasiado intensas. Además, se cree que este cefalio tiene una función de atracción de polinizadores, ya que incluso antes de aparecer las flores suelen ser muy vistosos.
Las flores son blancas, de aroma dulce (fragantes) y tienen forma de embudo. Surgen en el borde del cefalio, se abren por la noche y son polinizadas por polillas. Miden de 3,8 a 6 cm de largo y de 4,3 a 5,5 cm de diámetro, y sus botones florales son de color marrón oliva.
Su pericarpelo aparece desnudo en la base y está cubierto de escamas desnudas en sus axilas superiores. El ovario es globoso y mide 4,5 mm de diámetro. El tubo floral es delgado, mide hasta 3,2 cm de largo y está cubierto de escamas carnosas de 1 a 1,5 mm de largo. Los segmentos del perianto se disponen en 5-6 verticilos, son de color blanco con el ápice oliva-amarrón y miden hasta 1,7 cm de largo. La cámara de néctar es de tipo tubular y mide de 1,1 a 1,5 cm de largo. Los estambres tienen filamentos de 3 a 4 mm de largo, con anteras amarillas de 1 a 5 mm. El estigma tiene unos 5 lóbulos de 1 mm de color crema y el estilo mide hasta 1,3 cm. En su interior contiene óvulos dispuestos en grupos de tres.
Los frutos son de color marrón claro a rojo y tienen forma de maza. Cuando están maduros se abren por una hendidura vertical y conservan restos florales persistentes. Miden de 2,8 a 3 cm de largo y hasta 0,9 cm de ancho. En su interior contienen semillas negras brillantes y de forma ovalada. Miden de 1,7 a 2,2 mm de largo y tienen una testa con numerosos tubérculos en forma de pezones.

## Distribución y hábitat
El área de distribución nativa de esta especie es Bolivia y crece principalmente en el bioma tropical estacionalmente seco, a elevaciones de unos 280 metros sobre el nivel del mar.
Habita en afloramientos de piedra caliza, entre bromelias y rodeada del bosque caducifolio.

## Taxonomía
Discocactus boliviensis fue descrita por los botánicos Curt Backeberg y Albert Frederik Hendrik Buining y publicada por primera vez en la revista científica Succulenta (Netherlands) 56: 258 en 1977.

Etimología
- Discocactus: nombre genérico formado a partir de las palabras griegas diskos (que significa 'disco', en el sentido de 'plano') y kaktos (que significa 'cardo' o 'planta espinosa'), haciendo referencia al carácter discoidal y aplanado de la mayoría de sus especies.
- boliviensis: epíteto geográfico que hace referencia a la presencia de la especie en Bolivia.[6]

## Estado de conservación
En la Lista Roja de Especies Amenazadas de la UICN, la especie está clasificada como “Vulnerable (VU)”.
No existen amenazas importantes para la especie, ya que habita en lugares de difícil acceso. Sin embargo, la ganadería de la zona y la minería de piedra caliza podrían suponer una amenaza para alguna de sus poblaciones.

## Usos
Se cultiva raramente como planta ornamental y su propagación se realiza normalmente a través de semillas o injertos.